# Jikkyō Powerful Pro Yakyū Basic-han 2001
Jikkyō Powerful Pro Yakyū Basic-han 2001 (パワフルプロ野球Basic版2001) és un videojoc de dibuixos animats de beisbol per la Nintendo 64. Va ser llançat només al Japó el 2001. És el darrer títol de Nintendo 64 a la saga Jikkyō Powerful Pro Yakyū, en el qual aquest és la continuació del Jikkyō Powerful Pro Yakyū 4, Jikkyō Powerful Pro Yakyū 5, Jikkyō Powerful Pro Yakyū 6 i Jikkyō Powerful Pro Yakyū 2000. Tots els videojocs de la saga van ser llançats només al Japó.